# Aimé Simon-Girard
Pour les articles homonymes, voir Simon-Girard.
Aimé Max Simon dit Aimé Simon-Girard, né à Paris (11e) le 20 mars 1889 et mort dans la même ville (8e) le 15 juillet 1950, est un chanteur d'opérette et acteur français.
Il est le fils du ténor Nicolas-Marie Simon et de la soprano Juliette Simon-Girard.

## Biographie
Aimé Simon-Girard est surtout connu pour son premier rôle, qui était celui de d'Artagnan dans le film muet en douze épisodes Les Trois Mousquetaires de Henri Diamant-Berger (1921).
Il joua dans 20 films en tout de 1921 à 1948.
Il est inhumé à Paris au cimetière des Batignolles (24e division) avec sa mère.

## Filmographie partielle

### Comme acteur
- 1913 : La Maison du baigneur de Adrien Caillard (1 790 m)
- 1915 : Loin des yeux, près du cœur de Maurice Le Forestier (1 055 m)
- 1921 : Les Trois Mousquetaires, ciné-roman d'Henri Diamant-Berger  diffusé en 12 épisodes pour un métrage de 14 500 m - D'Artagnan. Liste des épisodes : L'auberge de Meung, Les mousquetaires de M. de Tréville, La lingère du Louvre, Les ferrets de diamant, Pour l'honneur de la reine, Le bal des échevins, Le pavillon d'Estrées, L'auberge du Colombier Rouge, Le bastion Saint-Gervais, La tour de Portsmouth, Le couvent de Béthune, La cabane de la lys
- 1922 : Le Fils du Flibustier ciné-roman de Louis Feuillade diffusé en 12 épisodes pour un métrage de 9 220 m - Yves le Paimpolais et Jacques Lafont. Liste des épisodes : La flibuste, Le pavillon noir, Le vaisseau maudit, Maman, La noce d'Anaïs, La mission d'un fils, Le justicier, La drogue blanche, Le passé, Le revenant de Saint-Fons, Le maître-chanteur, Le testament
- 1923 : La belle Henriette de Aimé Simon-Girard
- 1924 : Un drame au Carlton-Club de Joseph Guarino (1 600 m)
- 1924 : Le Vert galant ciné-roman de René Leprince diffusé en 8 épisodes pour un métrage de 9 000 m - Henri de Navarre. Liste des épisodes : Le roi sans royaume, Le miroir magique, Les gants empoisonnés, L'inquisiteur et le sorcier, Le message d'amour, L'envoûtement, Au secours de l'ennemi, Le triomphe du Béarnais
- 1925 : Mylord l'Arsouille ciné-roman de René Leprince, diffusé en 8 épisodes pour un métrage de 8 470 m  - Mylord l'Arsouille. Liste des épisodes : Le Don Juan de la Courtille, Le cabaret de l'épée de bois, Une fleur du faubourg, La machine infernale, Premiers remords, L'étrange découverte, Les larmes du pêcheur, Rédemption.
- 1925 : Fanfan-la-Tulipe ciné-roman en 8 épisodes de René Leprince diffusé en 8 épisodes - Fanfan la Tulipe. Liste des épisodes : Pour l'amour d'une belle, La lettre de cachet, Une maladie diplomatique, épisode non connu, Fanfan la Rose, L'enlèvement de Perrette, Le départ du maréchal, Fontenoy
- 1926 : La Grande Amie de Max de Rieux (3 200 m) - Jacques de La Ferlandière
- 1927 : Les Transatlantiques de Pierre Colombier - Le duc Urbain de Tiercé
- 1930 : Le Coffret à musique de Jean-Louis Bouquet et Alex Nalpas - court métrage -
- 1931 : Les Quatre Vagabonds de Lupu Pick - Pierre - également le dialoguiste -
- 1933 : Champignol malgré lui de Fred Ellis - André de Saint-Florimond
- 1933 : Les Trois Mousquetaires, film réadapté par Henri Diamant-Berger  en deux époques - D'Artagnan
- 1934 : Les Hommes de la côte de André Pellenc
- 1937 : La Fessée de Pierre Caron - Le prince Hector
- 1937 : Arsène Lupin détective de Henri Diamant-Berger  - le journaliste
- 1937 : François Ier autre titre : Les Amours de la belle Ferronnière de Christian-Jaque - François Ier
- 1937 : Les Perles de la couronne  de Sacha Guitry et Christian-Jaque - Henri IV
- 1938 : Alexis gentleman chauffeur  de Max de Vaucorbeil - Henri IV
- 1945 : Le Cavalier noir de Gilles Grangier - Simon
- 1947 : Mandrin de René Jayet, diffusé en deux époques : Le Libérateur et Tragédie d'un siècle  - Ricord

### Comme scénariste
- 1933 : La Fusée de Jacques Natanson

## Théâtre
- 1919 : La Belle du Far-West, opérette, musique Germaine Raynal, livret Maurice de Marsan, théâtre de l'Apollo (+ mise en scène).
- 1919 : Tout feu...Tout flemmme, revue d'Albert Willemetz, avec Nina Myral, Loulou Hégoburu, Phyllis Monkman et Jack Buchanan  au Casino de Paris[2],[3]
- 1922 : Annabella opérette en 3 actes de Maurice Magre, musique Charles Cuvillier, théâtre Femina
- 1927 : Le Diable à Paris, opérette d'Albert Willemetz, Robert de Flers et Francis de Croisset (Lyrics), musique Marcel Lattès
- 1932 : Un soir de réveillon, opérette de Marcel Gerbidon (livret), Albert Willemetz et Jean Boyer (Lyrics), musique de Raoul Moretti

## Citation
Extrait des mémoires de Henri Diamant-Berger concernant le tournage des Trois Mousquetaires
"Pour d'Artagnan, je choisis un chanteur de revues et d'opérettes qui danse au Casino de Paris, Aimé Simon-Girard. Bon cavalier, bon épéiste, d'une jeunesse d'allure et d'une aisance exceptionnelle, c'est un casse-cou qui refuse d'être doublé par des cascadeurs professionnels."

## Sources
Documents contenus dans la réédition du film 1921 : Les Trois Mousquetaires de Henri Diamant-Berger (TF1)